# Ruta de Arminio

La ruta de Arminio (en alemán Hermannsweg) es un sendero en Alemania de 156 kilómetros de longitud. La ruta está bautizada en honor al líder querusco que en el año 9 d. C. aniquiló al ejército romano de Publio Quintilio Varo en la batalla del bosque de Teutoburgo.
El sendero discurre por las crestas del bosque de Teutoburgo. Está señalizado con una letra H mayúscula blanca sobre fondo negro (H). Junto con el sendero Eggeweg forman el sendero Hermannshöhen. La ruta fue abierta en 1902, 27 años después de la finalización del monumento a Arminio.

## Itinerario y etapas
La ruta de Arminio comienza en la ciudad de Rheine, en el estado alemán de Renania del Norte-Westfalia, y termina en la cima del Velmerstot de Lippe (una de las colinas más altas del macizo del Egge), a una Altitud de 441 m s. n. m. Desde ahí conecta con el valle de Leopold. El recorrido se divide en 8 etapas:
| Etapa   | Inicio         | Fin               | Longitud | Altitud máxima | Altitud mínima | Subida acumulada | Descenso acumulado |
| ------- | -------------- | ----------------- | -------- | -------------- | -------------- | ---------------- | ------------------ |
| Etapa 1 | Rheine         | Hörstel           | 18,2 km  | 48 m s. n. m.  | 34 m s. n. m.  | 24 m             | 18 m               |
| Etapa 2 | Hörstel        | Tecklenburg       | 19,4 km  | 195 m s. n. m. | 50 m s. n. m.  | 440 m            | 295 m              |
| Etapa 3 | Tecklenburg    | Bad Iburg         | 22,7 km  | 232 m s. n. m. | 90 m s. n. m.  | 306 m            | 374 m              |
| Etapa 4 | Bad Iburg      | Borgholzhausen    | 23,1 km  | 298 m s. n. m. | 120 m s. n. m. | 531 m            | 518 m              |
| Etapa 5 | Borgholzhausen | Bielefeld         | 26,3 km  | 309 m s. n. m. | 124 m s. n. m. | 661 m            | 680 m              |
| Etapa 6 | Bielefeld      | Oerlinghausen     | 13,3 km  | 307 m s. n. m. | 125 m s. n. m. | 304 m            | 189 m              |
| Etapa 7 | Oerlinghausen  | Detmold           | 15,3 km  | 369 m s. n. m. | 164 m s. n. m. | 384 m            | 266 m              |
| Etapa 8 | Detmold        | Horn-Bad Meinberg | 16,9 km  | 440 m s. n. m. | 199 m s. n. m. | 497 m            | 415 m              |
| TOTAL   | Rheine         | Horn-Bad Meinberg | 155,5 km | 440 m s. n. m. | 30 m s. n. m.  | 3147 m           | 2755 m             |

## Puntos de interés
A lo largo de la ruta se pueden disfrutar tanto la diversidad del paisaje como los lugares históricos y los numerosos monumentos que en ella se encuentran. Destacan, entre otros, los siguientes:
- Macizo del Egge
- Acantilados de Dörenther Klippen
- Externsteine
- Centro histórico medieval de Tecklenburg
- Palacio de Bad Iburg
- Observatorio de águilas de Berlebeck

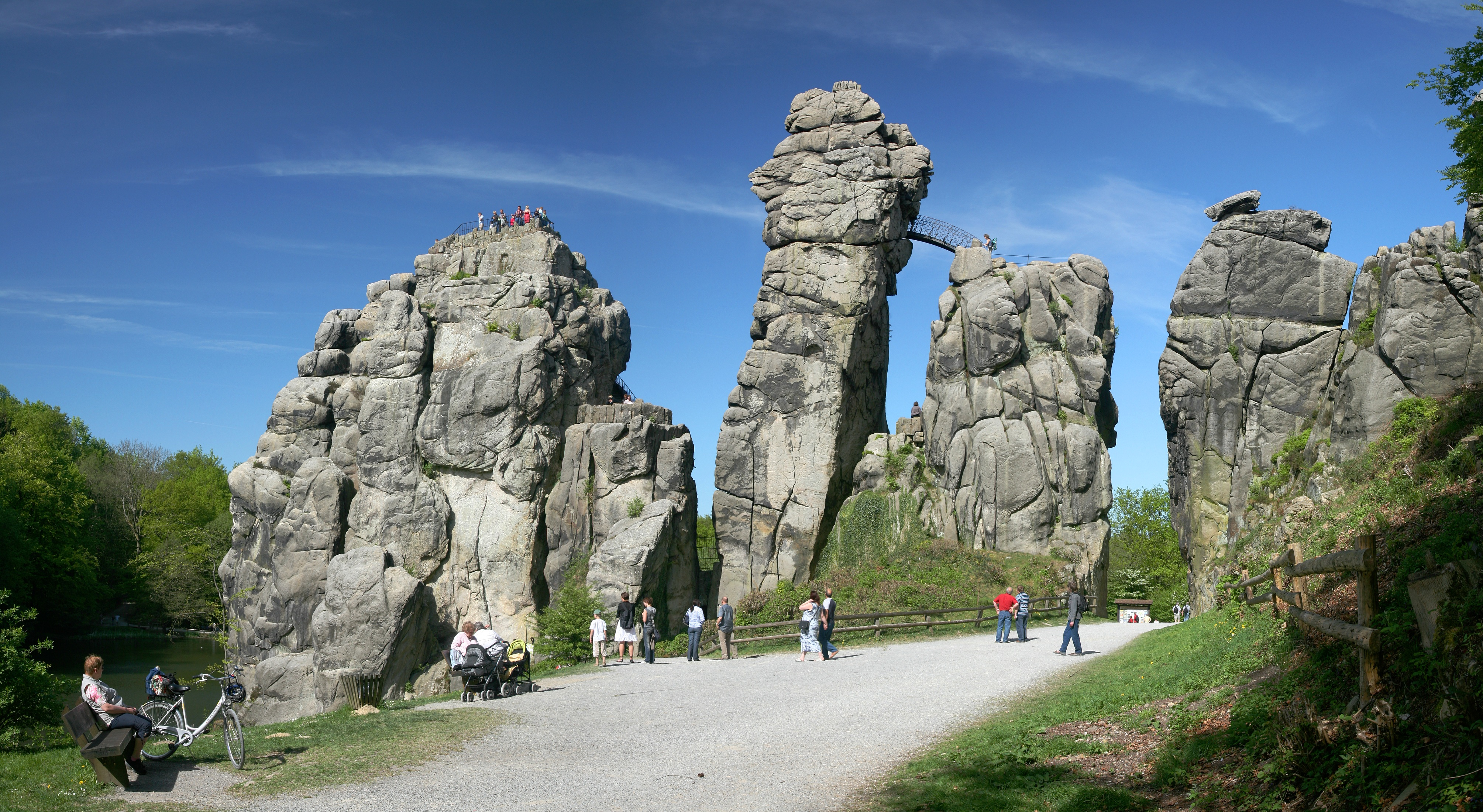
Formaciones rocosas de Externsteine
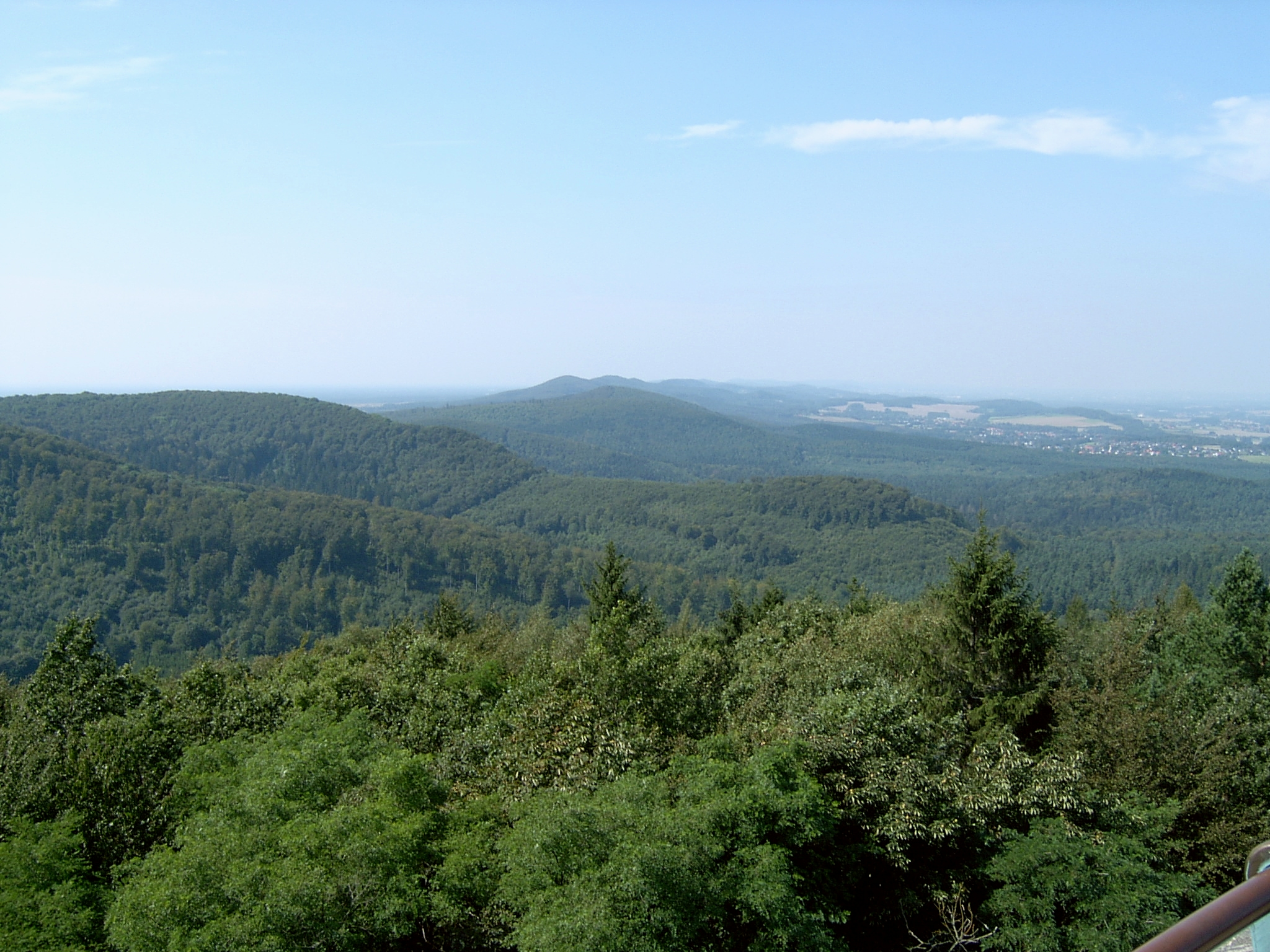
Vista sobre el bosque de Teutoburgo
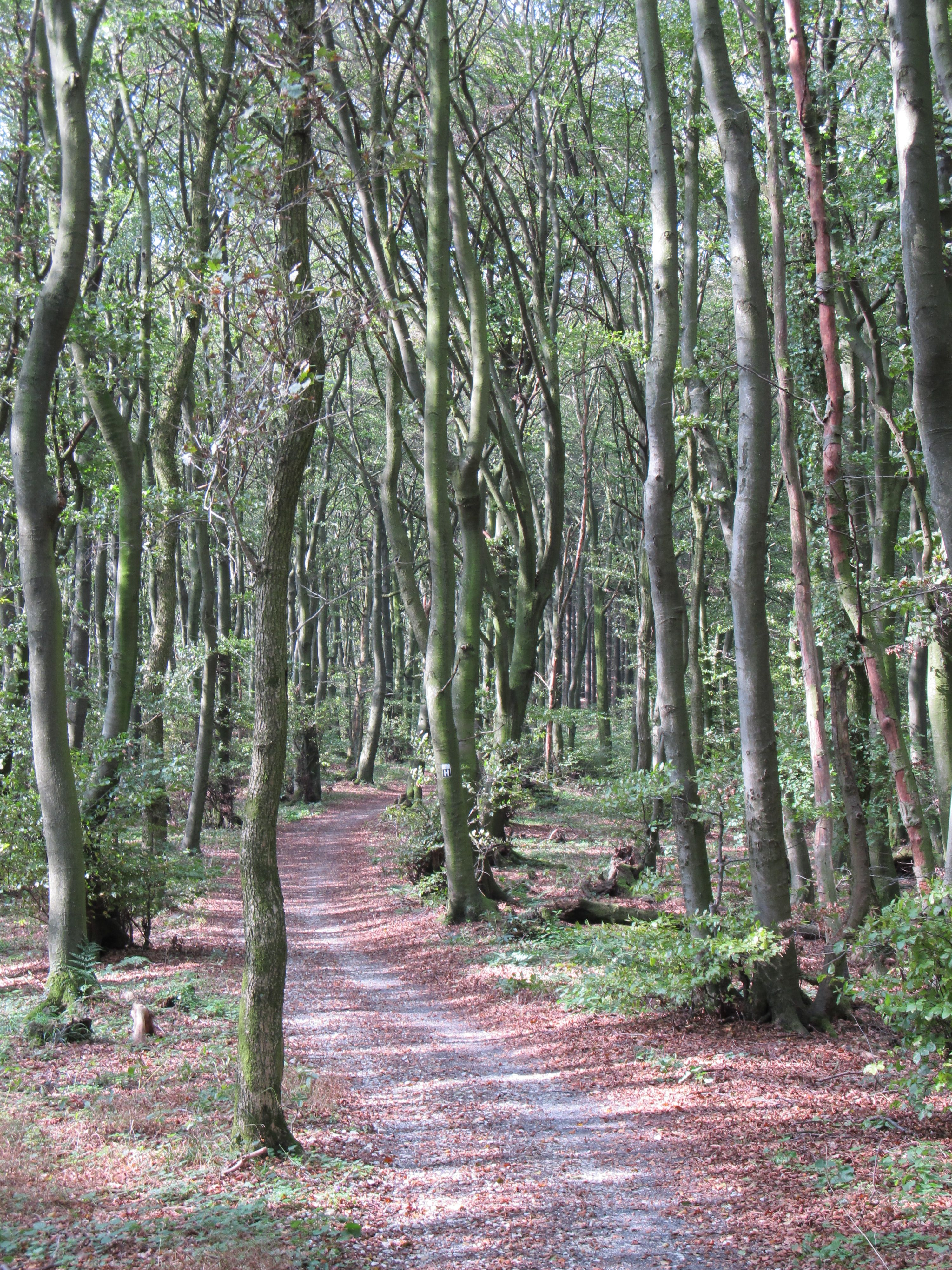
Bosque de Teutoburgo
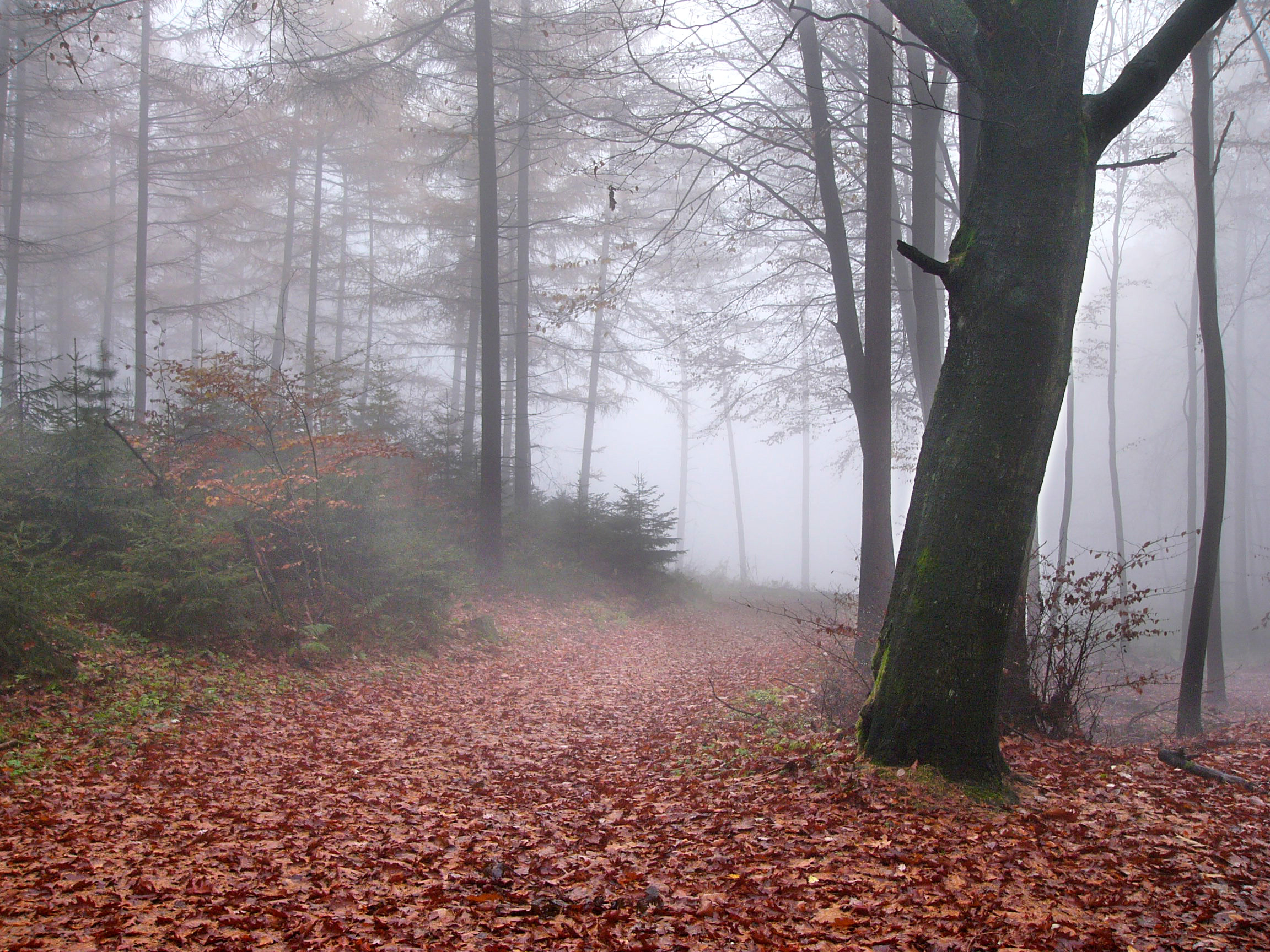
Bosque de Teutoburgo
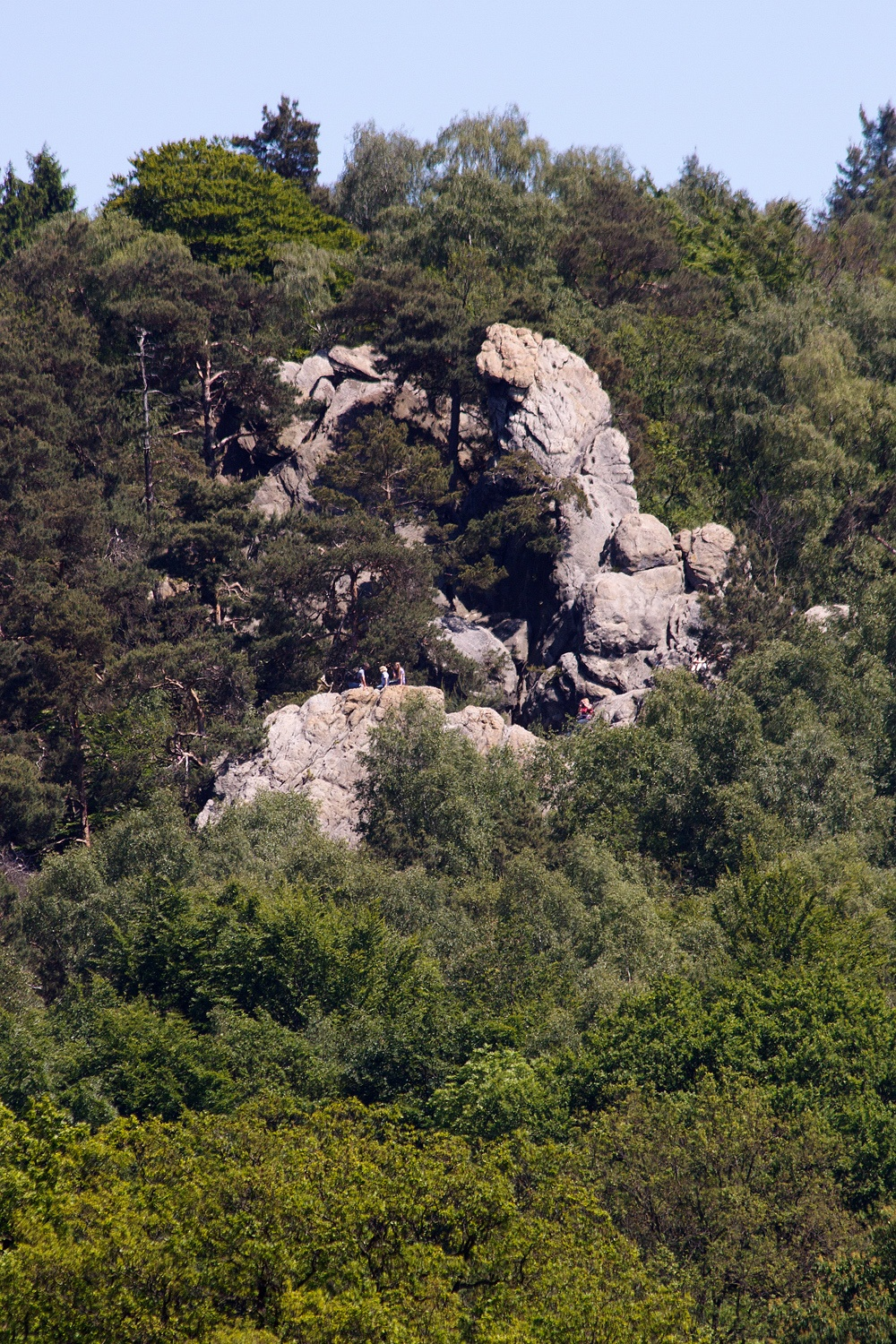
Dörenther Klippen
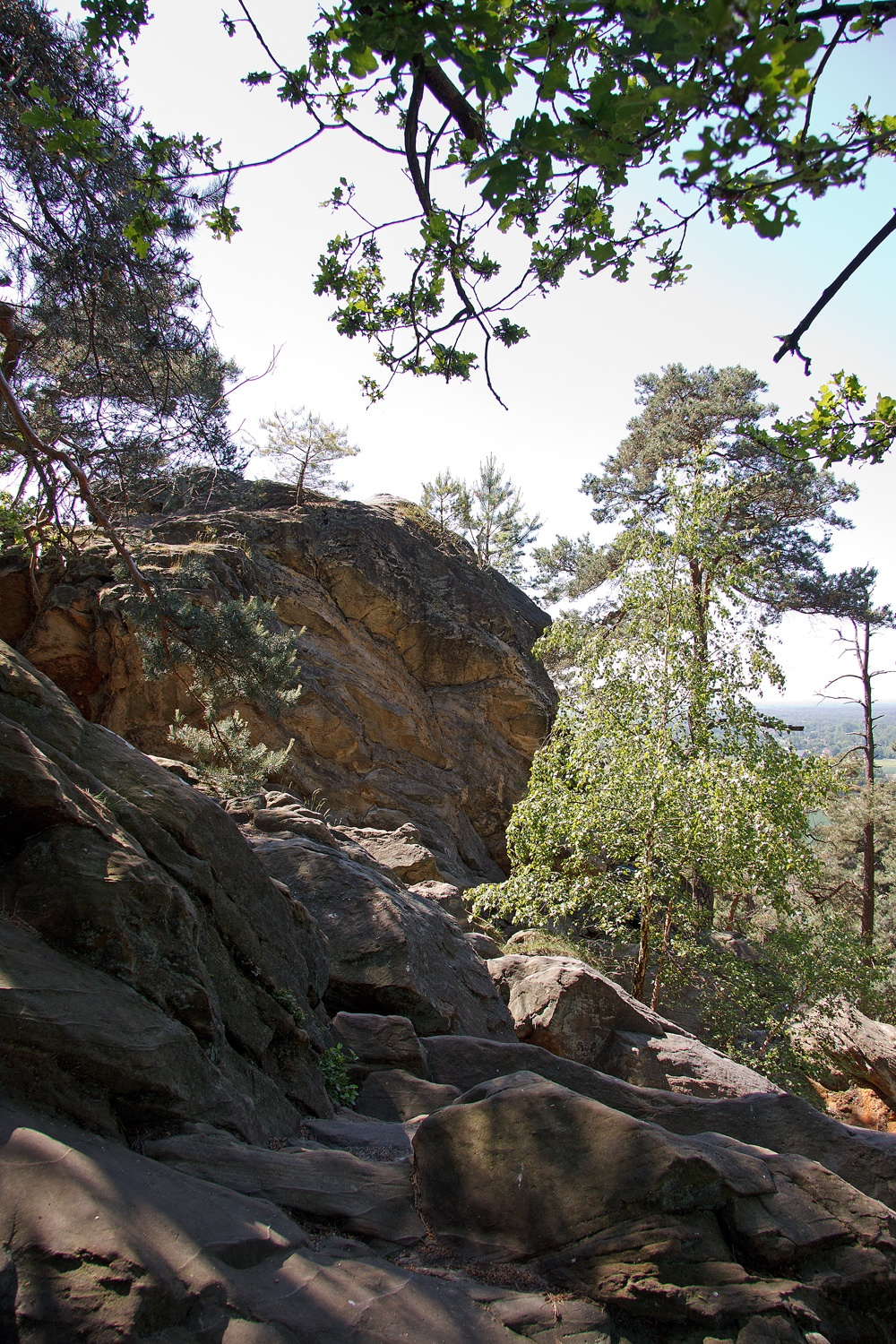
Dörenther Klippen
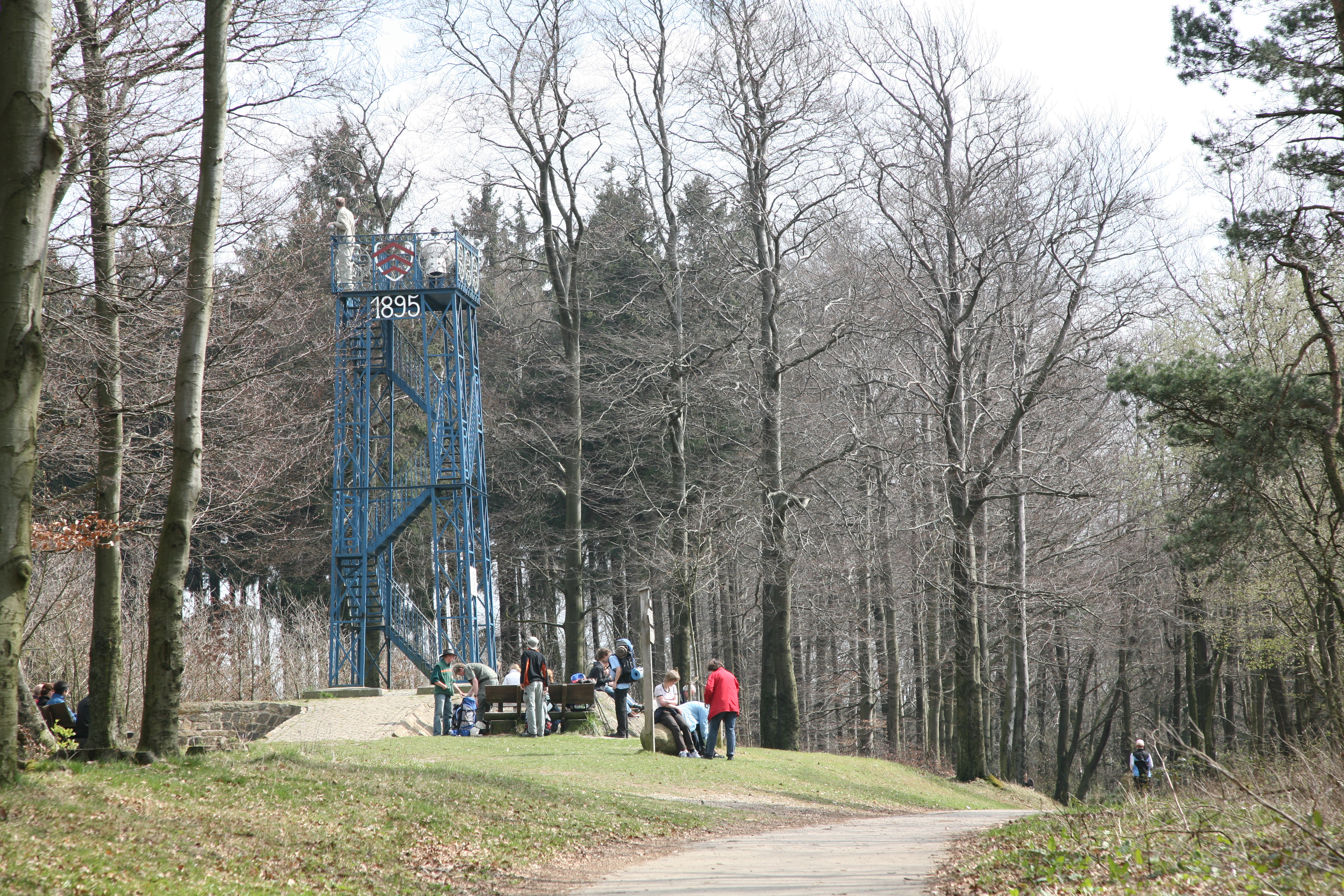
Torre de vigilancia 'El Antón de hierro'
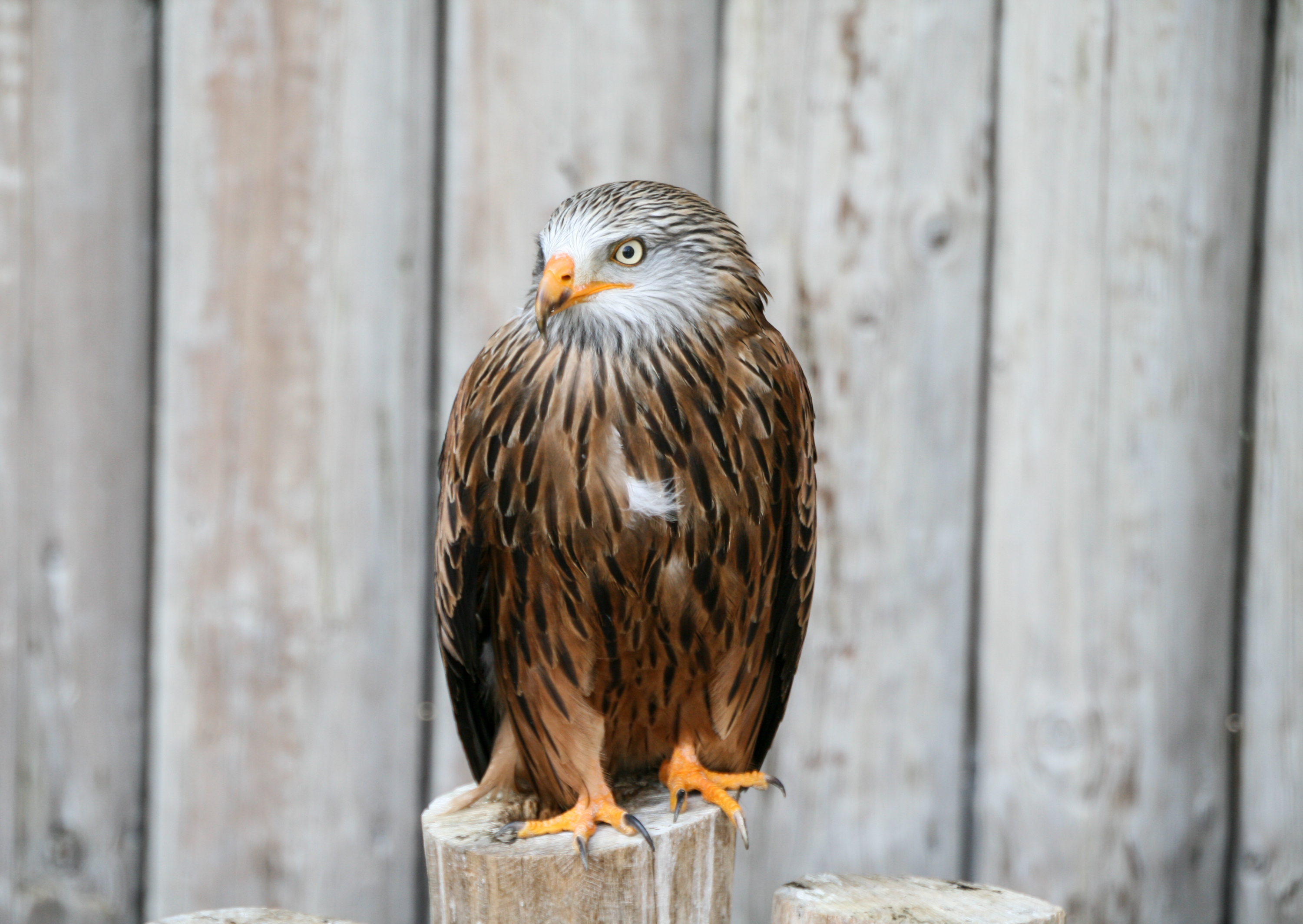
Zoo/Observatorio de aves en Berlebeck
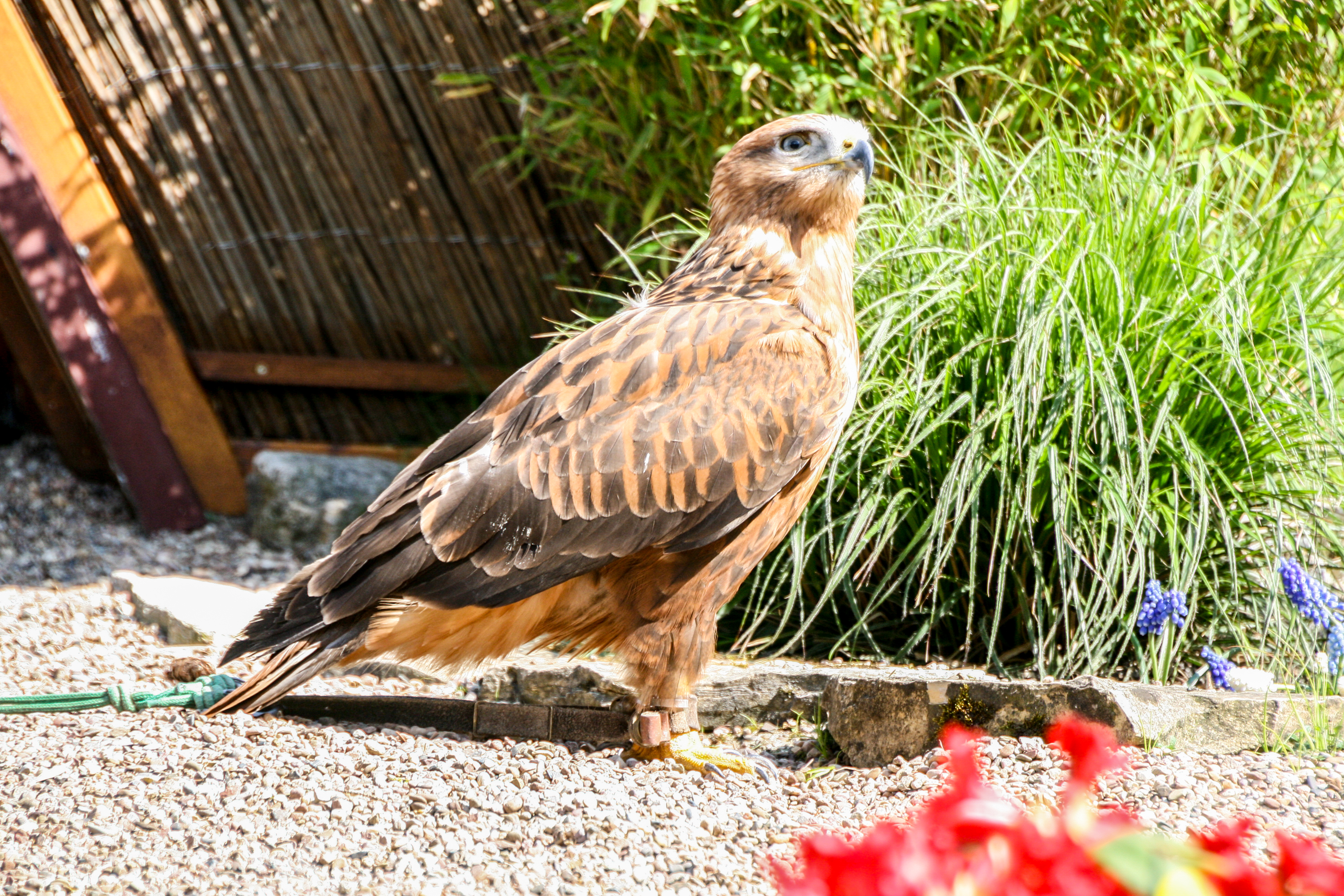
Zoo/Observatorio de aves en Berlebeck
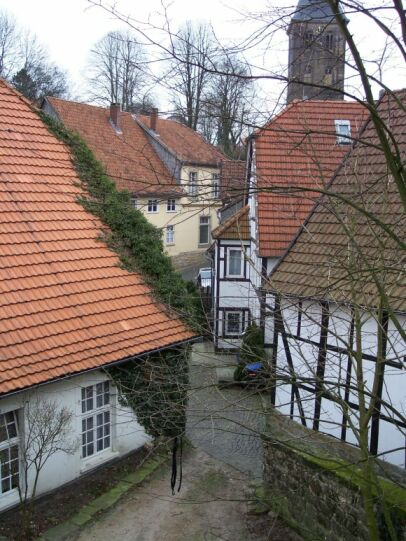
Casco histórico de Tecklenburg
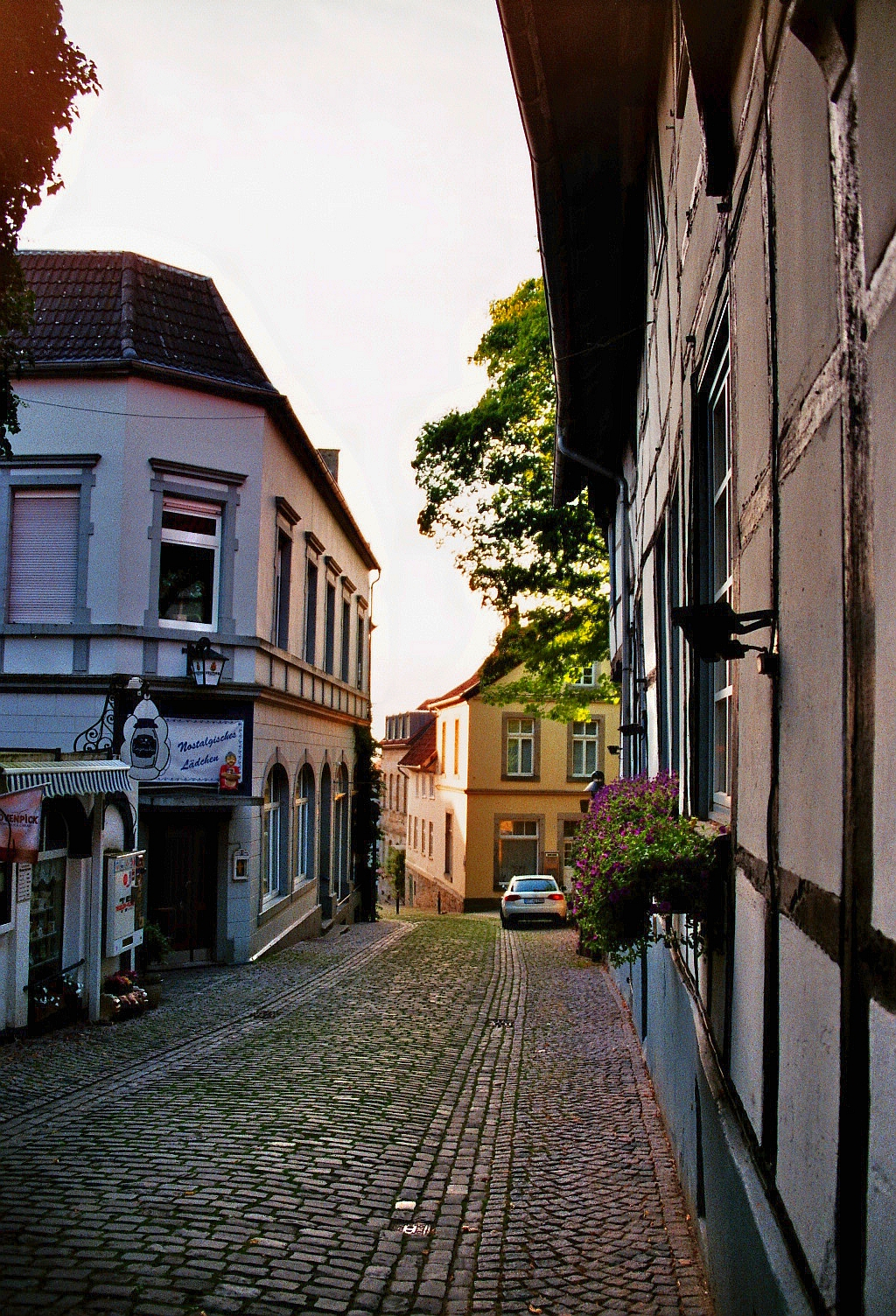
Casco histórico de Tecklenburg
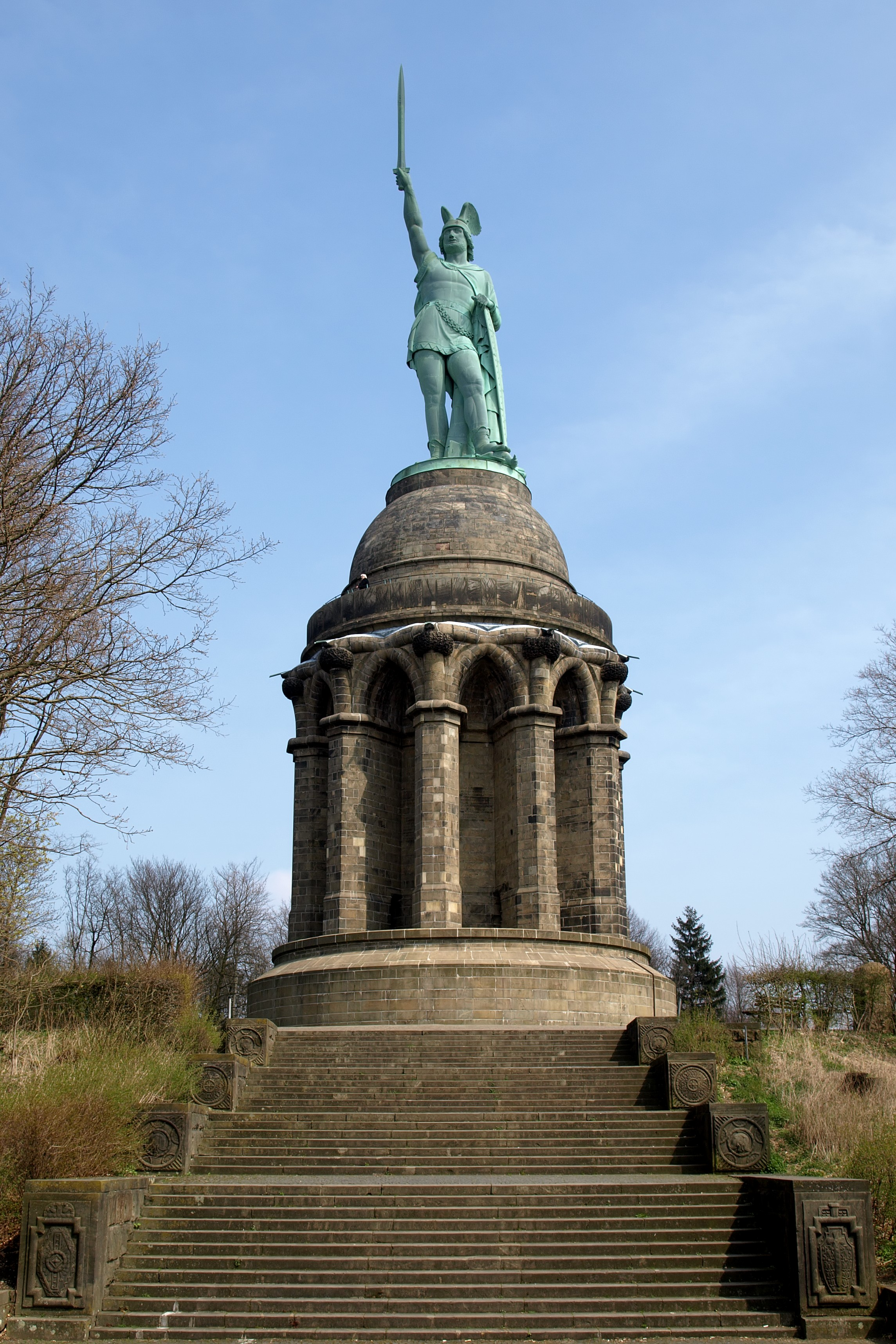
Monumento a Arminio (Hermannsdenkmal)